# Vitkovac (gmina Knjaževac)
Vitkovac (cyr. Витковац) – wieś w Serbii, w okręgu zajeczarskim, w gminie Knjaževac. W 2011 roku liczyła 223 mieszkańców.